# James Brunlees
James Brunlees (Kelso, 5 de janeiro de 1816 - 2 de junho de 1892) foi um engenheiro civil escocês e Presidente da Instituição de Engenheiros Civis no período 1882-1983.

## Juventude
Brunlees era filho de John Brunlees, o jardineiro do agente do duque de Roxburghe, e de Margaret Rutherford. Quando jovem, ajudou o agrimensor Alexander Adie no levantamento das estradas nas propriedades do duque e decidiu ser engenheiro civil. Ele estudou na Universidade de Edimburgo e depois trabalhou na Ferrovia Bolton e Preston com Adie antes de trabalhar em várias ferrovias na Escócia e no norte da Inglaterra em uma equipe de engenheiros.

## Londonderry e Coleraine Railway
Em 1850, Brunlees trabalhou na Londonderry and Coleraine Railway. Para este trabalho foi obrigado a construir um aterro sobre a Baía de Rosse, no rio Foyle  superando grandes dificuldades.

## Ferrovia através da Baía de Morecambe
Brunlees foi o engenheiro de construção da ferrovia Ulverston e Lancaster. Esta era uma ferrovia curta, mas difícil e importante, para ligar a rede ferroviária de Furness à linha ferroviária de Lancaster e Carlisle e daí a todos os pontos mais ao sul da rede britânica. A rota foi planejada por McClean e Stileman em 19 milhas de comprimento, das quais dez milhas compreendiam aterros e viadutos através das marés. Grande parte disso era areia que corria a uma profundidade de 30 a 70 pés. Isso tornou a construção muito desafiadora. Em termos comerciais, os empreiteiros ferroviários John Brogden and Sons, com sede em Manchester, foram os principais impulsionadores desta ferrovia.
A Lei Ferroviária de Ulverstone e Lancaster recebeu o consentimento real em 24 de julho de 1851, mas o trabalho não estava em pleno andamento até setembro de 1853 porque os trabalhadores e a acomodação para eles não estavam prontamente disponíveis. McClean e Stileman renunciaram ao cargo de engenheiros em fevereiro anterior, então outro engenheiro teve que supervisionar a construção. Brunlees foi escolhido por causa de seu sucesso com o projeto River Foyle.
A linha foi inaugurada em 26 de agosto de 1857. Brunlees escreveu um artigo sobre este projeto para a Instituição de Engenheiros Civis no qual descreveu o perfil do projeto dos aterros e um novo projeto de ponte levadiça para os viadutos resistirem aos ventos e ondas. Seu trabalho na U&L lhe rendeu elogios de homens como Locke e Hawkshaw. Viadutos foram construídos através dos estuários dos rios Kent e Leven e foram projetados e construídos por W & J Galloway & Sons de Manchester usando um novo sistema de estacas envolvendo jatos de água. Mais tarde, eles trabalharam juntos no Southport Pier usando um sistema semelhante.

## Ferrovia através de Solway Firth
James Brunlees foi o engenheiro da Solway Junction Railway. Isso envolveu um viaduto de viga de ferro fundido de 1 milha e 8 correntes (1,8 km) entre Bowness-on-Solway e Annan através de Solway Firth, na Escócia. Tinha 193 vãos com 2 892 toneladas de ferro fundido para as estacas e 1 807 toneladas de ferro forjado . A Lei do Parlamento foi aprovada em 1864 e a ferrovia foi inaugurada em 1869.
Infelizmente em 1875 e 1881 o viaduto foi danificado pelo gelo. Em 1881 os danos foram graves e houve um inquérito da Junta Comercial. O oficial de inspeção disse que, devido à espessura do gelo, ao tamanho dos blocos de gelo e à ausência de vento, não era surpreendente que as colunas de ferro fundido não tivessem resistido ao choque. Este método de construção deveria ser evitado em estuários onde o clima estava sujeito a mudanças bruscas de temperatura e a golpes de gelo flutuante. Ele não se opôs à reconstrução do viaduto, mas recomendou modificações para evitar uma repetição. Porém, ele não criticou ninguém, talvez porque esse tipo de engenharia fosse novo e todos estivessem aprendendo.

## Atuação no Brasil
Brunlees tornou-se engenheiro da São Paulo Railway em 1856, tendo D. M. Fox como assistente. Eles usaram transporte por cabo em uma ferrovia de bitola de 5 pés e 3 pol. ( 1.600 mm ). Eles usaram quatro planos inclinados com um gradiente de 1 em 9,75 para superar uma escarpa de 2 650 pés. A linha foi concluída em 1867. Em 1873, foi condecorado com a Ordem da Rosa.

## Morte
Ele morreu em Argyle Lodge em Wimbledon, Londres, em 2 de junho de 1892  e foi enterrado no cemitério de Brookwood.